# Tillandsia buchlohii
Tillandsia buchlohii es una especie de planta epífita del género  Tillandsia, de la  familia de las bromeliáceas.  Es originaria de Paraguay.

## Taxonomía
Tillandsia buchlohii fue descrita por Werner Rauh y publicado en Tropische und subtropische Pflanzenwelt 43: 11–3. 1983.
Etimología
Tillandsia: nombre genérico que fue nombrado por Carlos Linneo en 1738 en honor al médico y botánico finlandés Dr. Elias Tillandz (originalmente Tillander) (1640-1693).
buchlohii: epíteto otorgado en honor del botánico Günther Buchloh. 